# La Llumanera de Nova York
La Llumanera de Nova York fou una revista mensual il·lustrada, editada en català a Nova York per l'escriptor Artur Cuyàs i Armengol. En sortiren 73 números des de l'1 de novembre del 1874 fins a l'1 de maig del 1881.
Tenia les característiques gràfiques típiques de les revistes il·lustrades de l'època, amb col·laboracions literàries i dibuixos. Felip Cusachs constava a la capçalera com a dibuixant de la revista. Serafí Pitarra en fou corresponsal assidu des de Barcelona.
La Llumanera... tenia establerta la redacció al número 35 de Broadway (Nova York). Va aparèixer en un moment força delicat per les relacions entre Espanya i Cuba, amb l'efervescència de la Renaixença.
Fins al número 50 la capçalera portava el subtítol «Revista catalana de novas i gresca». A partir del número 51 es va denominar, simplement, La Llumanera. Al número 73 anunciava el seu comiat.
Hi col·laboraren una bona part dels escriptors i els artistes catalans de la Renaixença, com Rossend Arús i Arderiu, Dolors Monserdà i Vidal, Joan Almirall i Forasté, Víctor Balaguer, Agna de Valldaura, Maria del Pilar Maspons, Francesc Matheu, etc. També hi col·laboraren catalans residents a Amèrica, com l'escultor Domingo Mora.
Entre els temes tractats per La Llumanera... es poden esmentar l'Exposició Universal de Filadèlfia de 1876, diverses convocatòries dels Jocs Florals, el projecte d'un monument a Cervantes a Nova York, les inauguracions del Mercat del Born a Barcelona i de la catedral de Sant Patrici a Nova York, el temple romà de Barcelona, el President dels Estats Units James Abram Garfield o Thomas Alva Edison, que va signar una dedicatòria adreçada als lectors de la revista.
També va dedicar articles destacats a J.A. Clavé, Maria Josepa Massanés i Dalmau, Marià Fortuny, Tomàs Padró, Esmeralda Cervantes, Josep Lluís Pellicer, els germans Vallmitjana (i la venda de reproduccions d'obres seves en terracota als Estats Units), etc.
Representà la primera sòlida experiència periodística d'interconnexió entre Catalunya i Amèrica i aplegava la posició dels burgesos catalans a favor del manteniment de Cuba dins la dominació espanyola.
L'any 1987 se'n va publicar una edició facsímil (a càrrec de les edicions anglocatalanes de Barcelona).